# ألفرد فون شينك
ألفرد فون شينك هو عسكري نمساوي، ولد في 5 يوليو 1863 في ليوبليانا في سلوفينيا، وتوفي في 12 أكتوبر 1952 في فيينا في النمسا.